# Bracon nigritarsis
Bracon nigritarsis är en stekelart som beskrevs av Gaspard Auguste Brullé 1846. Bracon nigritarsis ingår i släktet Bracon och familjen bracksteklar. Inga underarter finns listade.